# Peter Yorke
Peter Yorke, född 4 december 1902 i London, död 2 februari 1966, var en engelsk kompositör, orkesterledare, organist och pianist.

## Filmmusik
- 1954 – En natt på Glimmingehus
- 1956 – Åsa-Nisse flyger i luften
- 1956 – Där möllorna gå
- 1957 – Klarar Bananen Biffen?

### Fotnoter
1. ↑  ”Peter Yorke”. Svensk Filmdatabas. http://sfi.se/sv/svensk-filmdatabas/Item/?type=PERSON&itemid=64700&ref=%2ftemplates%2fSwedishFilmSearchResult.aspx%3fid%3d1225%26epslanguage%3dsv%26searchword%3dpeter+yorke%26type%3dPerson%26match%3dBegin%26page%3d1%26prom%3dFalse. Läst 12 september 2012.